# I miserabili (film 1958)
I miserabili (Les misérables) è un film del 1958 diretto da Jean-Paul Le Chanois, trasposizione cinematografica dell'omonimo romanzo di Victor Hugo.

## Trama
Francia napoleonica del 1802: Jean Valjean è un forzato della cava di Tolone, condannato a 5 anni di lavori forzati a causa del furto di una libbra di pane. In questo arco di tempo aveva tentato di evadere due volte; quando venne finalmente il giorno della scarcerazione, erano passati 19 anni. Valjean aveva riacquistato la libertà, ma il foglio di via era un marchio che non gli causava che porte chiuse in faccia. Una sera, dopo lungo vagabondare, arriva sfinito alla cittadina di Digne, dove un'anima buona gli indica una casa che non gli avrebbe rifiutato l'ospitalità. Era la casa di monsignor Myriel, il vescovo della città, che gli offrì ristoro. La mattina seguente la signora Magloire, la governante, e la signorina Battistina, avvisano il vescovo che la stanza in cui aveva alloggiato l'ospite era vuota e che era scomparsa dell'argenteria. Quasi nello stesso istante giungono due brigadieri con Valjean in stato di fermo, accusato dell'ennesimo furto. Ma alle spiegazioni chieste dai due ufficiali, monsignor Myriel dichiara di essere stato lui ad offrire l'argenteria all'accusato; in più gli dona due candelieri lasciatigli dalla nonna. Jean non capiva: la generosità di quell'uomo che pure aveva derubato era forse la via giusta? Per vent'anni in galera gli avevano insegnato tutto il contrario. Fu l'inizio di una profonda conversione interiore.
Qualche tempo dopo a Montreuil-sur-Mer, nel nord della Francia, arrivò un giorno un uomo che conosceva un nuovo sistema per fabbricare i gioielli d'ambra nera: si faceva chiamare Madeleine. In pochi anni mise in piedi fabbriche, ospedali e scuole, e, divenuto ricco, venne infine eletto sindaco. Era Jean Valjean, era diventato il signor sindaco.
Un giorno arrivò a Montreuil un altro visitatore. Era il nuovo ispettore di polizia, il signor Javert, figlio del capo sorvegliante della prigione di Tolone che aveva arrestato Valjean oltre vent'anni prima. Egli quasi subito sospettò Madeleine di essere lo stesso forzato del penitenziario. I rapporti tra i due si incrinarono a causa dell'ingiusto arresto della signorina Fantina. Il sindaco, contro la volontà di Javert, la fece rimettere in libertà.
Con una figlia a carico senza un marito, Fantina sapeva che non avrebbe potuto trovare un impiego: decise quindi di affidarla per un po' di tempo ai proprietari di un albergo, i coniugi Thénardier, che avevano l'aspetto di due genitori amorevoli con le loro due figlie, Eponina e Azelma.
Gli anni passarono, e Fantina non aveva più rivisto la figlia Cosetta; inoltre si ammalò di tubercolosi.
Javert irruppe nell'ufficio del sindaco chiedendo di essere destituito in quanto aveva mancato rispetto verso un superiore: qualche tempo prima denunciò Madeleine alla polizia parigina sostenendo che la vera identità del sindaco fosse quella del galeotto Jean Valjean, ricercato dalla polizia per il furto a mano armata ai danni di uno spazzacamino, colpevolezza che a un forzato avrebbe richiesto il carcere a vita. Il senso di colpa ricadeva sul fatto che "il vero" Jean Valjean era stato arrestato qualche giorno prima ad Arras. L'indomani all'udienza, mentre uno spaesato Jean Valjean, che sostiene di chiamarsi Champmathieu starà per essere condannato all'ergastolo, Madeleine entra in aula rivelandosi come il vero Jean Valjean. Prima di essere arrestato va da Fantina per compiere un ultimo dovere, ricongiungere a lei la piccola Cosetta. Sul luogo giunge anche Javert, che arresta Valjean e nega la restituzione della bambina: alla notizia Fantina muore.
Valjean evade dalla prigione e si rifugia a Montfermeil. Sulla riva di un fiume aiuta una bambina a riempire un secchio d'acqua; è Cosetta. Lo conduce alla locanda in cui abita: è la locanda dei Thénardier. La bambina è vestita di stracci, si guadagna il pane col duro lavoro, ed è inoltre maltrattata. Valjean decide di portarla con sé, pagando ai coniugi una lauta cifra. Assieme si rifugiano in un convento di Parigi, in cui trascorreranno diversi anni.
Poco lontano da loro abitava Mario Pontmercy, un ragazzo che seppur allevato dal nonno monarchico, il signor Gillenormand, aveva idee rivoluzionarie. Dopo un duro screzio col familiare venne cacciato di casa, e senza un soldo andò a vivere in un tugurio, mantenendosi come copista.
Un giorno, seduto su una panchina incontrò lo sguardo di una bella e nobile ragazza, rimanendone folgorato. L'incontro a distanza si ripeteva con costanza, ma essendo lei sempre accompagnata da un altro signore, ed essendo lui un povero ragazzo malvestito, non aveva mai avuto la forza di farsi avanti. Un giorno, arrivato alla solita panchina, la trovò vuota, la ragazza e l'accompagnatore non si presentarono, e così le successive volte. Nei giorni che seguirono la cercò, ma invano.
Ma attorno a quell'amore nascente, già maturavano eventi che avrebbero cambiato la vita di Mario e sconvolta Parigi. Erano nati dei movimenti rivoluzionari, a cui Mario aderì, stringendo amicizia col capo del movimento, un certo Enjolras. Intanto Javert faceva parte adesso della polizia di Parigi.
Al tugurio Mario riceveva l'attenzione di un'altra ragazza, una vicina di casa. Una mattina ella, in preda alla fame, rubò del pane. Venne fermata, ma un distinto signore e una ragazza la salvarono, pagando il pane per lei. Decisi ad aiutarla, si fecero condurre a casa sua. Qui abitavano anche i genitori di lei. Essi e il nobile signore, seppur facendo finta di nulla, capirono di essersi già visti, e così era: essi altri non erano che i coniugi Thénardier e Jean Valjean con Cosetta, la quale però non riconobbe nessuno. Nel mentre Mario spiava attraverso un buco dalla casa di fianco, e riconobbe nella ragazza la fanciulla della panchina. Non sapendo dove abitasse, Mario tentò di inseguire la carrozza dei due, ma non vi riuscì. Andò così dal commissariato per denunciare la banda criminale del suo vicino di casa. La sera Valjean fece ancora visita a Thénardier per proporgli un lavoro fuori Parigi. Lui e la sua banda lo legarono e lo ricattarono, minacciandolo di consegnarlo alla polizia se non avesse pagato un ingente somma di denaro. In quel momento irruppe la polizia con a capo Javert, che arrestò tutti, meno Valjean che riuscì a fuggire.
Mario aveva scoperto la residenza di Cosetta; lui le lasciò delle lettere sulla panchina del giardino, dichiarando il suo amore per lei; una sera, datosi appuntamento nello stesso giardino, mentre lei passeggiava lui si fece avanti. Fu l'inizio del loro amore.
Il giorno dopo a Parigi c'erano i funerali del generale Lamarque; tutta Parigi era accorsa. C'era anche il vecchio papà Mabeuf, un reduce della Rivoluzione, assimilatosi alla folla dei giovani rivoluzionari intenti a rovesciare il governo. Tra di loro si era infiltrato Javert, che però venne scoperto dal giovane Gavroche e fatto prigioniero.
La stessa notte Valjean e Cosetta lasciavano di soppiatto Parigi, ormai troppo pericolosa, per rifugiarsi a Londra. Cosetta lasciò per Mario una lettera sulla panchina, ma Eponina la vide e la nascose. All'arrivo di Mario non gli disse della lettera, ma solamente che era partita. Assieme andarono al centro della città, luogo in cui si organizzava la rivolta. L'esercito e la polizia si preparavano al contrattacco; i reggimenti erano usciti dalle caserme, i cannoni erano arrivati da Velsen, non ci si batteva ancora, ma tutto si sarebbe deciso fra poco. Appena suonarono le campane di Sainte-Marie i soldati avanzarono. Alla richiesta di scioglimento da parte loro, papà Mabeuf insorse chiedendo loro di allearsi per la repubblica; la risposta fu una raffica di proiettili. Ebbe così inizio la sanguinosa battaglia. Durante lo scontro un soldato sta per sparare a Mario, ma Eponina si frappone, subendo il proiettile al posto suo. Dopo aver vinto la battaglia, Mario accorre dalla morente Eponina, che dopo avergli consegnato la lettera di Cosetta, le esaudisce l'ultimo desiderio, un suo bacio. Eponina fu distesa a fianco di papà Mabeuf; vicino a loro, Javert, immobile, aspettava la sua ora. Tutt'intorno un ammasso di corpi; tutti quegli uomini erano forse fatti per intendersi, ma l'odio li aveva messi contro, solo desiderosi di uccidersi.
Mario diede a Gavroche una lettera da consegnare a Cosetta, nel frattempo rientrata in Francia. La ricevette Valjean, che per timore di perdere la ragazza non gliela consegnò; il giorno successivo si reca al fronte assieme a Gavroche. Questi, mentre raccoglie i proiettili dei soldati morti, viene colpito da altri soldati, e muore fra le braccia di Mario. Valjean si fa garante di Javert, che si aspetta di essere giustiziato, ma quando rimangono soli, con grande incredulità di quest'ultimo, Valjean lo libera.
Durante la battaglia del giorno seguente gli esiti del fronte si erano ribaltati; la superiorità del numero e delle armi aveva alla fine avuto il sopravvento. I rivoluzionari erano stati sconfitti. Mario venne gravemente ferito da un colpo di rivoltella alla testa. Valjean se lo mise sulle spalle e tentò di raggiungere un rifugio attraverso le fogne. Qui incontra ancora una volta Thénardier, che in cambio di denaro gli dà le chiavi per aprire la grata che dà all'esterno. Ad attenderlo c'è Javert. Mario, in lotta tra la vita e la morte, viene portato a casa del nonno, mentre Valjean viene liberato da Javert, che si dirige sulle rive della Senna, si ammanetta e ci si getta dentro.
A guerra finita la vita aveva ripreso il suo corso, la speranza e l'amore il loro predominio. In casa del signor Gillenormand era tornata la serenità, e ogni giorno c'erano visite. Mario e Cosetta si erano ricongiunti e avevano deciso di legarsi in matrimonio. Valjean, tuttavia, simulò una ferita da lavoro e decise di non presenziare alle nozze. La verità era la paura di rivelare a Cosetta, attraverso gli atti notarili, il suo passato di galeotto. Confidando ciò a Mario, questi gli ordina di starle lontano e dimenticarla.
Il dolore della lontananza da Cosetta logora Valjean. Nell'ennesimo tentativo di racimolare denaro, Thénardier si reca a casa di Mario e gli rivela di essere stato proprio Valjean a salvarlo dopo che fu ferito. Resosi conto dell'errore commesso, assieme a Cosetta si precipita da Valjean, che dopo averle rivelato il nome di sua madre, dice loro di volersi bene, morendo tra le loro braccia.
«Così finì. Anche se la vita fu per lui molto dura, viveva. Morì quando la sua creatura lo lasciò solo. Accadde semplicemente, senza lotte. Perché il giorno finisce, quando viene la notte».

## Produzione
Con la sceneggiatura co-scritta con René Barjavel, rispettoso della cornice di fantasia, Le Chanois riesce a ripristinare la grande drammaticità dell'opera di Victor Hugo. Il regista si applica nella trascrizione delle mutazioni di coscienza del protagonista. Così, fedele al poeta, illustra i suoi tormenti con la mirabile sequenza "Tempesta in un cranio" (infuriare del mare e cielo coperto di nuvole) prima dell'autodenuncia al tribunale; poi il calvario con le fogne e infine il lento logorio per le vie di Marais intorno all'abitazione di Cosetta.
Questo adattamento del romanzo di Victor Hugo deve molto alla compagnia di attori presenti. La maestria di Jean Gabin (Valjean) dal passare da un volto intriso di codardia e astuzia ad uno di benevolo e paterno, e la subdolenza di un brillante Bourvil (Thénardier) che oscilla tra il grazioso ingenuo e il cattivo uomo di casa, che esitò a lungo prima di accettare questo ruolo. Danièle Delorme incarna una Fantina struggente che si sacrifica per amore materno, di fronte a un inflessibile Bernard Blier (Javert). Vi è anche la presenza di attori di rara comparsa nel cinema, come Silvia Monfort, che interpreta il suo ruolo di Eponina, e l'attore, cantante e poeta Giani Esposito che impersona un sognatore rivoluzionario. Suzanne Nivette, che interpretò la parte di Eponina nella versione del 1925 di Henri Fescourt, interpreta qui la parte della signorina Gillenormand, mentre Émile Genevois che nella versione del 1934 di Raymond Bernard impersonava Gavroche ha qui una breve scena in qualità di cocchiere.

## Riprese
Le riprese iniziarono il 1º aprile 1957 e si conclusero il 25 ottobre di quell'anno. Gli interni vennero girati nello Studio Babelsberg di Potsdam, in Germania, e nel Franstudio di Parigi. Gli esterni vennero girati a Parigi, in particolare nel dipartimento del Var.
Girato in Technicolor e Technirama, grazie alla co-produzione con la casa di produzione tedesca D.E.F.A. e Babelsberg Studios della Germania Est, Jean-Paul Chanois si avvalse, per le scene delle battaglie, dei soldati dell'esercito della DDR.
Lo scenografo Serge Piménoff ricostruì in studio i quartieri di Faubourg Saint-Antoine e il Marais. Sono inoltre stati preparati costumi per 10000 comparse.
Il grande rammarico di Le Chanois sono senza dubbio i numerosi tagli imposi dalla casa di produzione per ridurre la durata complessiva di montaggio a 3 ore e mezza. Nei suoi colloqui con Philippe Esnault, Le Chanois afferma: «Quello che mi dispiace è che il film durava inizialmente cinque ore e quindici minuti, che era troppo [...] Così si dovette ridurre. Inizialmente rifiutai, ma non vollero sentire ragioni. [...] Ho dovuto tagliare le parti migliori, le parti che ritenevo più belle.»

## Incassi
In Francia fu uno dei più grandi successi del 1958, incassando 9.940.533 franchi, secondo solo a I dieci comandamenti di Cecil B. DeMille.

## Durata
In origine venne montata una versione di 242 minuti, oggi probabilmente conservata nell'archivio cinematografico di Bois-d'Arcy. Nelle sale francesi ne venne distribuita una versione da 210 minuti, che comprendeva tagli per oltre mezz'ora. Vennero eliminate le scene più poetiche, come quelle di Cosetta ed Eponina nel giardino di via Plumet, i figli dei Thénardier che complottano con i loro compagni, fortemente ridotte le sequenze "tempesta in un teschio" e la battaglia di Waterloo, al caffè Musain, il funerale del generale Lamarque, la rivolta per le strade di Parigi e molteplici tagli della barricata. La versione contenuta nel DVD francese è ulteriormente accorciata, eliminando mezz'ora esatta di scene si arriva così a 180 minuti. La versione distribuita nelle sale italiane durava 171 minuti; la prima edizione in VHS aveva una durata di 154 minuti, mentre la versione attuale contenuta nei DVD dura 147 minuti.